# Thennelières
Thennelières – miejscowość i gmina we Francji, w regionie Grand Est, w departamencie Aube.
Według danych na rok 1990 gminę zamieszkiwało 248 osób, a gęstość zaludnienia wynosiła 37 osób/km².

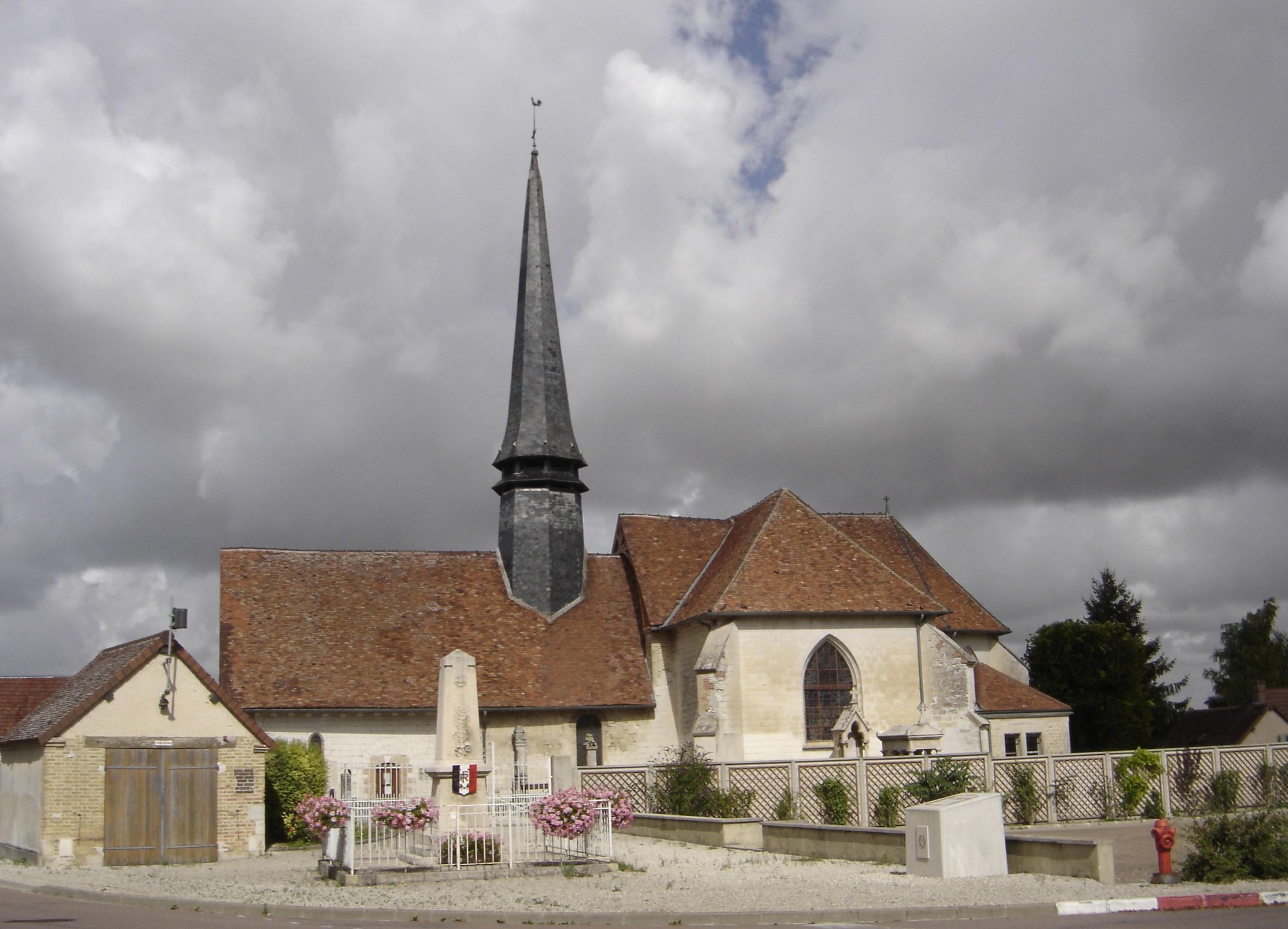
Kościół w Thennelières, 2009